# (4039) Souseki
(4039) Souseki ist ein Hauptgürtelasteroid, der am 17. September 1987 von Tsutomu Seki am Geisei-Observatorium entdeckt wurde.
Der Asteroid wurde nach dem japanischen Schriftsteller Natsume Sōseki (1867–1916) benannt.